# Niks missen
Niks missen is een nummer van de Nederlandse rapper Sef uit 2020. Het is de derde single van zijn vijfde studioalbum El Salvador.
"Niks missen" gaat over de angst niet alles uit het leven te halen. Sef noemde het nummer 'één van de beste raps is die ik ooit schreef'. De bijbehorende videoclip werd door Sef zelf geregisseerd. "Ik had zin om het allemaal zelf te doen, mijn eigen ideeën zelf uit te voeren. Dan hoef je anderen ook niets uit te leggen".
Het nummer kreeg airplay op onder andere NPO 3FM en NPO FunX, maar bereikte de hitparades niet.

## Tracklijst
- Muziekdownload

1. "Niks missen" - 2:55
2. "Secondelijm" - 2:53